# Municipio de Tepeaca
El municipio de Tepeaca es uno de los 217 municipios del estado mexicano de Puebla. Su cabecera es la localidad de Tepeaca.

## Geografía
El municipio de Tepeaca colinda al norte con los municipios de Acajete y Nopalucan; al este con los municipios de Acatzingo, Los Reyes de Juárez y Cuapiaxtla de Madero; al sur con los municipios de Santo Tomás Hueyotlipan y Mixtla; y al oeste con los municipios de Tecali de Herrera y Cuautinchán.

## Localidades
El municipio de Tepeaca cuenta con 64 localidades.
| Localidad                  | Población (2020) |
| -------------------------- | ---------------- |
| Tepeaca                    | 29 123           |
| San Hipólito Xochiltenango | 10 624           |
| Santiago Acatlán           | 9 201            |

## Gobierno
| Presidente municipal           | Periodo   | Partido | Partido                              |
| ------------------------------ | --------- | ------- | ------------------------------------ |
| Humberto Eloy Aguilar Viveros  | 1993-1996 |         | Partido Revolucionario Institucional |
| Elías Rubén Huerta Ruíz        | 1996-1999 |         | Partido Revolucionario Institucional |
| José de Jesús Vázquez García   | 1999-2002 |         | Partido Revolucionario Institucional |
| José Luis Contreras Coeto      | 2002-2005 |         | Partido Acción Nacional              |
| Arturo Norato Jiménez          | 2005-2008 |         | Partido Acción Nacional              |
| Martín de Jesús Huerta Ruíz    | 2008-2011 |         | Partido Revolucionario Institucional |
| Isauro Crisóforo Rendón Vargas | 2011-2014 |         | Partido Revolucionario Institucional |
| David Edgardo Huerta Ruíz      | 2014-2018 |         | Partido Revolucionario Institucional |
| Jaime Rafael Tlatelpa Centeno  | 2018      |         | Partido Revolucionario Institucional |
| Sergio Salomón Céspedes        | 2018-2021 |         | Movimiento Ciudadano                 |
| José Huerta Espinoza           | 2021-2024 |         | Movimiento Regeneración Nacional     |